# Gene Vincent

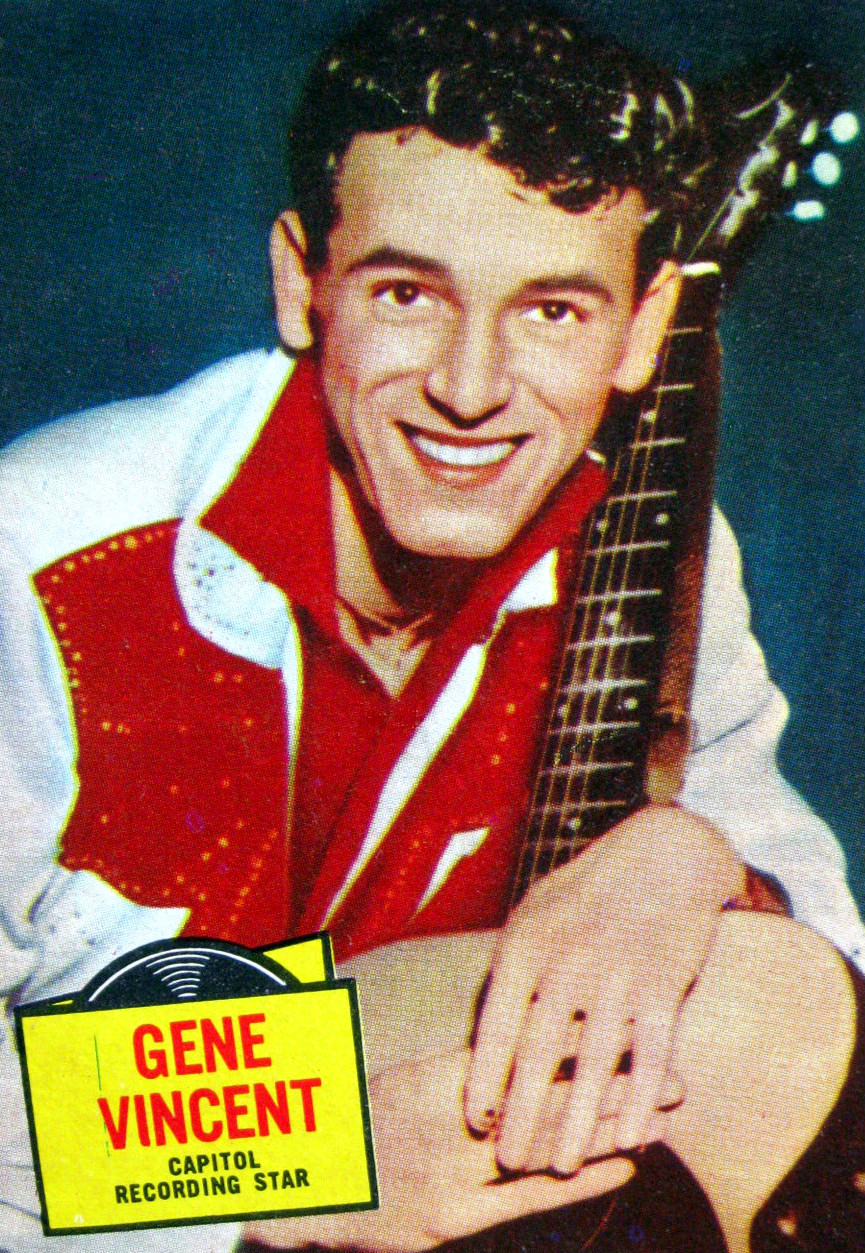
Gene Vincent (1957)

Gene Vincent, vlastním jménem Vincent Eugene Craddock, (11. února 1935, Norfolk, Virginie, USA – 12. října 1971, Newhall, Kalifornie) byl americký zpěvák, představitel rockabilly a rock & rollu.

## Životopis
V první polovině 50. let působil v námořnictvu USA, mj. i na Korejském poloostrově. Při výkonu služby měl havárii na motocyklu, při které si vážně zranil nohu. Služba v armádě pro něj tímto okamžikem končí, Vincent si odnáší z nehody doživotní následky. Kulhání na jednu nohu se záhy stane jedním z jeho hlavních poznávacích znamení.
V roce 1956 skládá ve spolupráci s Billem Davisem skladbu Be-Bop-A-Lula, která bude brzy jeho největším hitem, a zároveň jediným v Top ten v USA. Be-Bop-A-Lula skončí na sedmém místě amerického žebříčku. Vincent se dává dohromady s kapelou Blue Caps, v letech 1956 a 1957 vznikají nejlepší nahrávky, které oscilují na žánrové hranici mezi rockabilly a rock & rollem. Přestože Vincent po úspěchu Be-Bop-A-Lula již nikdy nevstoupí do Top ten amerických hitparád, jeho strhující a sugestivní vystupování na pódiích, spolu s vynikajícími kytarovými sóly Cliffa Galuppa z něj učiní jednoho z nejautentičtějších a nejpůsobivějších představitelů rock & rollu 2. pol. 50. let.
Nicméně pověst jednoho z nejdivočejších rock & rollerů je Vincentovi vlastní nejen na podiích, ale i mimo ně. Zanechává za sebou kromě zpustošených šaten a hotelů i pošramocené mezilidské vztahy. Po několikáté se rozvádí a už v roce 1958 dochází také k rozchodu se Stevem Gallupem, jehož sóla byla tak typická pro zvuk celé kapely, která se nedlouho poté rozpadá. Gene Vincent dává dohromady novou formaci, s níž dále hraje po Spojených státech, kromě toho absolvuje také velmi úspěšné vystoupení v Japonsku. Vincent však neplatí daně, a tak roku 1959 emigruje do Velké Británie.
Ačkoliv ani zde neměl žádný hit více než dva roky, byl v prosinci 1959 přivítán na londýnském Heathrow za ohromné účasti fanoušků jako hvězda prvního kalibru. Následuje nebývale úspěšné čtyřměsíční turné po britských ostrovech: hostování v televizních show, rozhlasových pořadech a samozřejmě koncerty, které se odehrávaly na divadelních pódiích po celé zemi. 6. ledna 1960 se k Vincentovi přidává jiný rock & rollový velikán: Eddie Cochran. Mezitím stihl Vincent zároveň krátce vystupovat ve Francii a na amerických vojenských základnách v západním Německu.
Ačkoliv za oceánem první vlna divokého rock & rollu dávno pominula, na britské půdě je tomu právě naopak. Syrový rock & roll vycházející z rhythm & blues, opírající se o zvuk elektrických kytar byl zde na samém počátku 60. let velmi populární a na svůj vrchol teprve čeká. A je to právě dvojice Gene Vincent a Eddie Cochran, která ovlivnila celou jednu generaci zdejších rockerů, kytaristů (Jeffa Becka, Jimmyho Page a u Beatles pak jejich první koncertní „stejnokroje“ – kožené kostýmy). Gene Vincent mění na radu místního televizního producenta Jacka Gooda svou dosavadní vizáž: vlněné pletené svetry a tesilové kalhoty nahrazují černé kožené kalhoty a bundy. Jeho typická image divokého, avšak trpícího rebela v černém koženém oděvu, který našlapuje na jednu nohu, byla tímto dokonána. V očích mnohých se Gene Vincent navždy stal archetypem tvrdého rockera a kožený oděv pak jednou z hlavních poznávacích značek rocku.
Úspěšné a strhující turné bylo ale přerušeno další tragickou událostí v dějinách rocku (srov. např. s pádem letadla, ve kterém zahynuli Buddy Holly, Ritchie Valens a Big Bopper; autonehodou Carla Perkinse aj.). 17. dubna 1960 jeli Vincent, Cochran a jeho snoubenka Sharon Sheeley po vystoupení v jihozápadní Anglii na londýnské letiště. Cochran plánoval desetidenní návštěvu rodičů, jakožto i nové nahrávání ve studiu v Los Angeles v Kalifornii. Pronajatý vůz však havaroval poblíž bristolského hippodromu. Eddie Cochran proletěl po nárazu do betonového sloupu předním sklem a vážným poraněním hlavy podlehl. Ostatní členové posádky, včetně řidiče, nehodu přežili. Některé zdroje chybně uvádějí, že automobil řídil sám Gene Vincent. Vincentova trvale postižená noha utrpěla další zranění, proto tráví následující měsíce na invalidním vozíku. Díky ztrátě blízkého přítele trpí psychickými problémy.
Do konce 60. let už Gene Vincent nikdy nezopakuje takový úspěch jako v pol. 50. let v USA a na poč. let 60. ve Velké Británii. Trvale střídá angažmá v USA a v Evropě. Mezi významnější z nich patří mj. vystoupení v klubu Cavern v Liverpoolu, kde se setkává s budoucími super stars – s Beatles, koncertuje také v legendárním Star Clubu v Hamburku. V polovině 60. let se pokouší, jako mnozí jiní jeho vrstevníci (např. Jerry Lee Lewis), prosadit v oblasti country, leč neúspěšně. Zvýšený zájem o jeho osobu se objeví krátce v letech 1968 a 1969 v souvislosti s vlnou hippies a reminiscencemi na starý rock & roll z let 50.
Vincentův nezkrotný a divoký životní styl, spojený s neúnosně vysokou konzumací alkoholu, depresemi a nikdy nekončícími obtížemi s trvale poškozenou nohou se musel jednoznačně projevit na jeho zdravotním stavu. V říjnu 1971 umírá ve věku 36 let v Kalifornii na prasklý žaludečního vřed. Některé prameny uvádějí jako příčinu smrti selhání srdce.
Gene Vincent nikdy nedosáhl, s výjimkou chytlavé a nesmrtelné Be-Bop-A-Lula, trvalého úspěchu. Rozsahem své popularity se nemůže měřit s kolegy z „oboru“, jakými byli Chuck Berry, Jerry Lee Lewis nebo Little Richard. Přesto však má neopomenutelný význam v dějinách rocku. Pro svůj divoký, strhující a jak se nakonec ukázalo – stejně jako v mnoha jiných případech – i sebezničující přístup k rock & rollu a jeho interpretaci si takový hold nepochybně zaslouží. Kombinace těchto vlastností a faktu, že jako první vystupující rocker oblékl černý kožený oděv, který se poté stal jedním ze symbolů tvrdého rocku, z něj učinila věčnou ikonou dřevního syrového rock & rollu, resp. rockabilly. Nic na tom nemění ani skutečnost, že je tomu tak „jen“ v očích skalních příznivců tohoto, dnes minoritního, ba dokonce okrajového žánru. Se svým impulsivním charismatem nemohl Gene Vincent nikdy dlouhodobě oslovit široké publikum. Navzdory tomu, anebo právě proto, byl roku 1998 uveden do Rock’n’rollové síně slávy.